# Evan O'Neill Kane
Evan O'Neill Kane (6. dubna 1861 Darby – 1. dubna 1932 Kane) byl americký lékař a chirurg, praktikující od přelomu 19. století do počátku 20. století, vedoucí chirurgie v Kane Summit Hospital v Kane v Pensylvánii. Ve své době rozvíjel železniční chirurgii (lékařské a manažerské postupy zaměřené na ochranu zdraví při práci na železnici). Kane rozvíjel nové postupy (acetylénová lampa pro operatéra, slídová okna pro chirurgii mozku a použití vícenásobné podkožní injekce při krvácení).  
Byl přesvědčen o rizicích celkové anestezie. Provedl několik operací na sobě v lokální anestezii, nejznámější v roce 1921, kdy si odstranil své vlastní slepé střevo. V roce 1932 ve věku 70 let znovu veřejně provedl operaci vlastní tříselné kýly. Operace trvala téměř dvě hodiny a Kane po 36 hodinách již stál na operačním sále. Některé jeho praktiky byly velmi svérázné – vedle řezů některých svých chirurgických pacientů zanechal tetované písmeno K v Morseově abecedě. Navrhoval také tetování matek a novorozenců odpovídajícími znaménky, aby se zabránilo náhodné záměně.